# Guerre au crime
Guerre au crime (titre original : Batman: War on Crime)  est un comics américain de Batman réalisé par Paul Dini et Alex Ross, publié aux États-Unis sous forme de roman graphique et en France, pour la première fois chez Soleil.

## Synopsis
Batman rencontre un jeune garçon dont les parents ont été abattus sous ses yeux. Il est alors encore plus hanté par ce pourquoi sa guerre contre le crime a débuté. Son introspection trouve écho dans toutes ses activités des moments qui suivent qu'il soit Batman ou Bruce Wayne.

## Personnages
- Batman/Bruce Wayne
- James Gordon
- Alfred Pennyworth

## Suite
Il s'agit du deuxième album du duo Dini/Ross sur les personnages DC, après Superman et avant Wonder Woman, Shazam! et la JLA. Cette série sera plus tard compilée dans un album intitulé Les Plus grands super-héros du monde.

## Récompenses
- 2000 : Prix Harvey 'Meilleur Roman Graphique Original' pour Batman: War on Crime
- 2000 : Prix Eisner 'Meilleur Artiste Peintre/Multimedia' pour Alex Ross sur Batman: War on Crime[1]
- 2000 : Prix Comics Buyers Guide Fan 'Meilleur Roman Graphique préféré'[2]

## Éditions
- 1999 : DC Comics : première publication en anglais.
- 2000 : Soleil Productions : première publication en français  (ISBN 2-84565-067-1).
- 2001 : Semic : réédition dans le no 19 de la collection Batman Hors Série.
- 2008 : Panini Comics : réédition dans l'album intégral Les Plus grands super-héros du monde.
- 2017 : Urban Comics : réédition dans l'album intégral Justice League Icônes  (ISBN 979-1-0268-1141-1)